# Eleição municipal de Paço do Lumiar em 2016
A eleição municipal de Paço do Lumiar em 2016 ocorreu em 2 de outubro de 2016. O prefeito era Josemar Sobreiro (PSDB) que tentou a reeleição. Domingos Dutra (PCdoB) foi eleito prefeito de Paço do Lumiar.
Depois de 3 décadas, a família Aroso se dividiu - Amadeu e Bia apoiaram a candidatura Raimundo Filho; Gilberto Aroso se lançou candidato largando como favorito nessa eleição. 
Domingos Dutra, ex-deputado federal e ex-vice-prefeito da capital maranhense, virou o jogo e venceu a eleição, encerrando a hegemonia de quase 3 décadas da família Aroso. 

## Resultado da eleição para prefeito

### Primeiro turno
| Candidatos a prefeito | Candidatos a vice-prefeito  | Número | Coligação                                                                          | Votação | Percentual |
| --------------------- | --------------------------- | ------ | ---------------------------------------------------------------------------------- | ------- | ---------- |
| Domingos Dutra PCdoB  | Paula Azevedo Solidariedade | 65     | Vai dar certo (PCdoB, Solidariedade, REDE, PTC, PEN)                               | 15.440  | 32,96%     |
| Gilberto Aroso PRB    | Jorge Maru DEM              | 10     | A Vontade de Todos (PRB, DEM, PMDB, PROS, PP, PRP, PMN, PSDC)                      | 13.416  | 28,64%     |
| Josemar Sobreiro PSDB | Ana Paula PDT               | 45     | De novo trabalhando pelo Povo (PSDB, PDT, PSD, PTdoB, PPS, PTB, PHS, PSB, PR, PSL) | 8.008   | 17,09%     |
| Inaldo Pereira PPL    | Luciana Nojosa PMB          | 54     | Renova Paço (PPL, PMB)                                                             | 5.598   | 11,95%     |
| Raimundo Filho PT     | Kim Lopes PSC               | 13     | Unir pra Reconstruir (PT, PSC, PV, PTN, PRTB)                                      | 3.411   | 7,28%      |
| Moraes Maninho PCB    | Kamelo PCB                  | 21     | Com a Força do Povo (PCB, PSOL)                                                    | 975     | 2,08%      |